# ديلارد شاندلير
ديلارد شاندلير (بالإنجليزية: Dillard Chandler)‏ هو موسيقي أمريكي، ولد في 16 أبريل 1907، وتوفي في 1992.

## وصلات خارجية
- ديلارد شاندلير على موقع ميوزك برينز (الإنجليزية)